# Amusing the Amazing
Amusing the Amazing è l'unico album pubblicato dal gruppo statunitense Slo Burn, gruppo formato dall'ex cantante dei Kyuss dopo lo scioglimento di questi ultimi. L'album non si discosta di molto dal suono dei Kyuss, forse anche per la produzione di Chris Goss (che aveva prodotto tre degli album dei Kyuss). Dell'album esistono due versioni: la prima che è anche la più diffusa contiene le prime quattro tracce (The Prizefighter,  Muezli, Pilot the Dune e July ), mentre la seconda versione contiene anche i restanti 5 pezzi.

## Tracce
1. The Prizefighter – 2:16
2. Muezli – 5:12
3. Pilot the Dune – 3:28
4. July – 4:51
5. Slo Burn – 4:08
6. Positiva – 4:25
7. Cactus Jumper – 2:58
8. Round Trip – 2:29
9. Snake Hips – 3:49

## Formazione
- John Garcia - voce
- Chris Hale - chitarra elettrica
- Damon Garrison - basso
- Brady Houghton - batteria